# Fuchsia membranacea
Fuchsia membranacea är en dunörtsväxtart som beskrevs av William Botting Hemsley. Fuchsia membranacea ingår i släktet fuchsior, och familjen dunörtsväxter. Inga underarter finns listade i Catalogue of Life.